# EK Волопаса
EK Волопаса (лат. EK Boötis), HD 130144 — двойная звезда в созвездии Волопаса на расстоянии (вычисленном из значения параллакса) приблизительно 807 световых лет (около 248 парсеков) от Солнца. Видимая звёздная величина звезды — от +5,71m до +5,33m. Возраст звезды определён как около 1,1 млрд лет.

## Характеристики
Первый компонент — красный гигант, пульсирующая медленная неправильная переменная звезда (LB:) спектрального класса M5IIIab*, или M3, или M5,5, или M6, или Mb. Масса — в среднем около 2,8 солнечных, радиус — в среднем около 155 солнечных, светимость — около 5587,34 солнечных. Эффективная температура — около 3577 K.
Второй компонент удалён на 0,2 угловой секунды.